# 徐玉兰 (越剧演员)
徐玉兰（1921年12月27日—2017年4月19日），女，浙江富阳人，中国越剧表演艺术家，一级演员，擅长小生。徐玉兰曾在1962年越剧电影《红楼梦》中饰演贾宝玉。

## 生平
徐玉兰是浙江杭州市富阳区新登镇人。1947年9月，创建玉兰剧团。1954年加入上海越剧院。
1962年在越剧电影《红楼梦》中饰演贾宝玉，为其越剧生涯的巅峰之作。1987年与王文娟创建自主管理的上海越剧院红楼越剧团。

## 艺术成就
为上海越剧院主要演员，擅长小生，被称为“徐派”。主要代表作有越剧1959《追鱼》、1962《红楼梦》、《西厢记》、《春香传》、《北地王》等。学生及传人有金美芳、钱惠丽、郑国凤、刘觉等.

## 资料来源
1. ↑  . 解放日报. 2017-04-19  [2017-04-19]. （原始内容存档于2017-04-19）.
2. ↑  . 澎湃新闻. 2017-04-19  [2017-04-19]. （原始内容存档于2017-04-19）.
3. ↑  . 新浪娱乐. 2017-04-26  [2020-01-31]. （原始内容存档于2020-01-31）.